# 三裂楼梯草
三裂楼梯草（学名：Elatostema sinense var. trilobatum）为荨麻科楼梯草属下的一个变种。

## 扩展阅读
- 維基物種上的相關：三裂楼梯草